# Chiesa di San Valentino (Sorano)
La chiesa di San Valentino è un luogo di culto cattolico situato a San Valentino, nel comune di Sorano in provincia di Grosseto.

## Storia
La chiesa fu costruita in epoca rinascimentale, più precisamente nei primi decenni del XV secolo, quando già era intitolata a san Valentino, dando in seguito la denominazione ai poderi circostanti e al piccolo borgo rurale posticcio. Originariamente, presentava dimensioni minori ed era preceduta da un porticato, come molte cappelle e chiese rurali dell'epoca.
Durante il XVIII secolo era attestata la presenza all'interno della chiesa di una raffigurazione pittorica con Gesù crocifisso, san Valentino, san Benedetto e santa Maria Maddalena.
Tra la fine del XIX e gli inizi del XX secolo furono effettuati lavori di ristrutturazione ed ampliamento, che hanno modificato profondamente l'aspetto originario dell'edificio religioso, conferendogli di fatto gran parte dell'aspetto attuale. Proprio durante questi interventi fu abbattuto il porticato che precedeva l'ingresso per ampliarne la pianta, e al tempo stesso fu costruito il campanile con elementi stilistici di tipo neoromanico (monofore attorno alla cella campanari) e neogotico (cuspide sommitale).

## Descrizione
La chiesa di San Valentino si presenta come un semplice edificio religioso a pianta rettangolare, con pareti esterne completamente rivestite in intonaco. Il fianco destro è addossato interamente ad un altro edificio, fino all'angolo destro della facciata principale anteriore.
Al centro della facciata principale si apre un portale d'ingresso rettangolare architravato, su cui poggia un arco a tutto sesto: al portale si accede attraverso una gradinata. La porzione superiore della facciata non presenta elementi di rilievo, elevandosi oltre l'innesto della base del tetto a capanna, culminando con una cornice orizzontale.
All'angolo sinistro della facciata si eleva il campanile a sezione quadrata con paramento murario in conci di tufo, con la parte superiore caratterizzata dalla presenza di una monofora aperta per lato ad arco tondo, che racchiude la cella campanaria, sopra la quale vi è la base di appoggio per la slanciata cuspide sommitale. Sul fianco sinistro della chiesa si aprono monofore ad arco tondo.
L'interno, a navata unica, si presenta alquanto semplice, con le monofore lungo la parete laterale sinistra e, nella parte posteriore, l'altare con la parete retrostante arricchita da lesene e timpano spezzato, ove trovano la base due angioletti: le lesene racchiudono lo spazio in cui è collocata una tavola, mentre nelle parti laterali della medesima parete si apre, su ciascun lato, una nicchia ove è collocata una statua. Nella chiesa sono custodite alcune opere di grande pregio: del periodo rinascimentale sono da annoverare un fonte battesimale quattrocentesco e un'acquasantiera del XVI secolo, mentre risultano di interesse anche alcuni reliquiari e il settecentesco Crocifisso ligneo.